# Maesa bennettii
Maesa bennettii är en viveväxtart som beskrevs av Carl Christian Mez. Maesa bennettii ingår i släktet Maesa och familjen viveväxter. Inga underarter finns listade i Catalogue of Life.